# Bulgaria en los Juegos Olímpicos de Pekín 2022
Bulgaria estuvo representada en los Juegos Olímpicos de Pekín 2022 por un total de 16 deportistas que competirán en 7 deportes. Responsable del equipo olímpico es el Comité Olímpico Búlgaro, así como las federaciones deportivas nacionales de cada deporte con participación.
Los portadores de la bandera en la ceremonia de apertura fueron el deportista de snowboard Radoslav Yankov y la biatleta Maria Zdravkova. El equipo olímpico búlgaro no obtuvo ninguna medalla en estos Juegos.